# Reprezentacja Słowacji na Mistrzostwach Świata w Narciarstwie Klasycznym 2009
Reprezentacja Słowacji na Mistrzostwach Świata w Narciarstwie Klasycznym 2009 liczyła 9 sportowców. Najlepszym wynikiem było 8. miejsce (Alena Prochazkova) w sprincie kobiet.

## Medale

### Złote medale
Brak

### Srebrne medale
Brak

### Brązowe medale
Brak

## Wyniki

### Biegi narciarskie mężczyzn
Sprint
- Michal Malák – 52. miejsce (odpadł w kwalifikacjach)
- Davorín Škvaridlo – 62. miejsce (odpadł w kwalifikacjach)

Sprint drużynowy
- Martin Bajčičák, Ivan Bátory – 15. miejsce

Bieg na 15 km
- Martin Bajčičák – 10. miejsce
- Ivan Bátory – 17. miejsce

Bieg na 30 km
- Martin Bajčičák – 15. miejsce

Bieg na 50 km
- Martin Bajčičák – 21. miejsce
- Michal Malák – 46. miejsce
- Ivan Bátory – nie ukończył

### Biegi narciarskie kobiet
Sprint
- Alena Procházková – 8. miejsce
- Katarína Garajová – 57. miejsce (odpadła w kwalifikacjach)
- Katarina Johansen – 73. miejsce (odpadła w kwalifikacjach)

Bieg na 10 km
- Katarina Johansen – 70. miejsce

### Kombinacja norweska
Start masowy (10 km + 2 serie skoków na skoczni K90)
- Róbert Kartík – 52. miejsce

### Skoki narciarskie mężczyzn
Normalna skocznia indywidualnie HS 100
- Tomáš Zmoray – 50. miejsce

Duża skocznia indywidualnie HS 134
- Tomáš Zmoray – odpadł w kwalifikacjach